# Paweł Komborski
Paweł Komborski, ps. „Piotr” (ur. 11 stycznia 1913 w Posadzie Górnej, zm. 6 stycznia 1998 w Brzozowie) – polski duchowny rzymskokatolicki, podczas II wojny światowej kapelan oddziałów AK i BCh, działacz WiN. Aresztowany, torturowany, więziony i prześladowany przez władze komunistyczne PRL. Wieloletni proboszcz parafii św. Marcina w Przysietnicy.

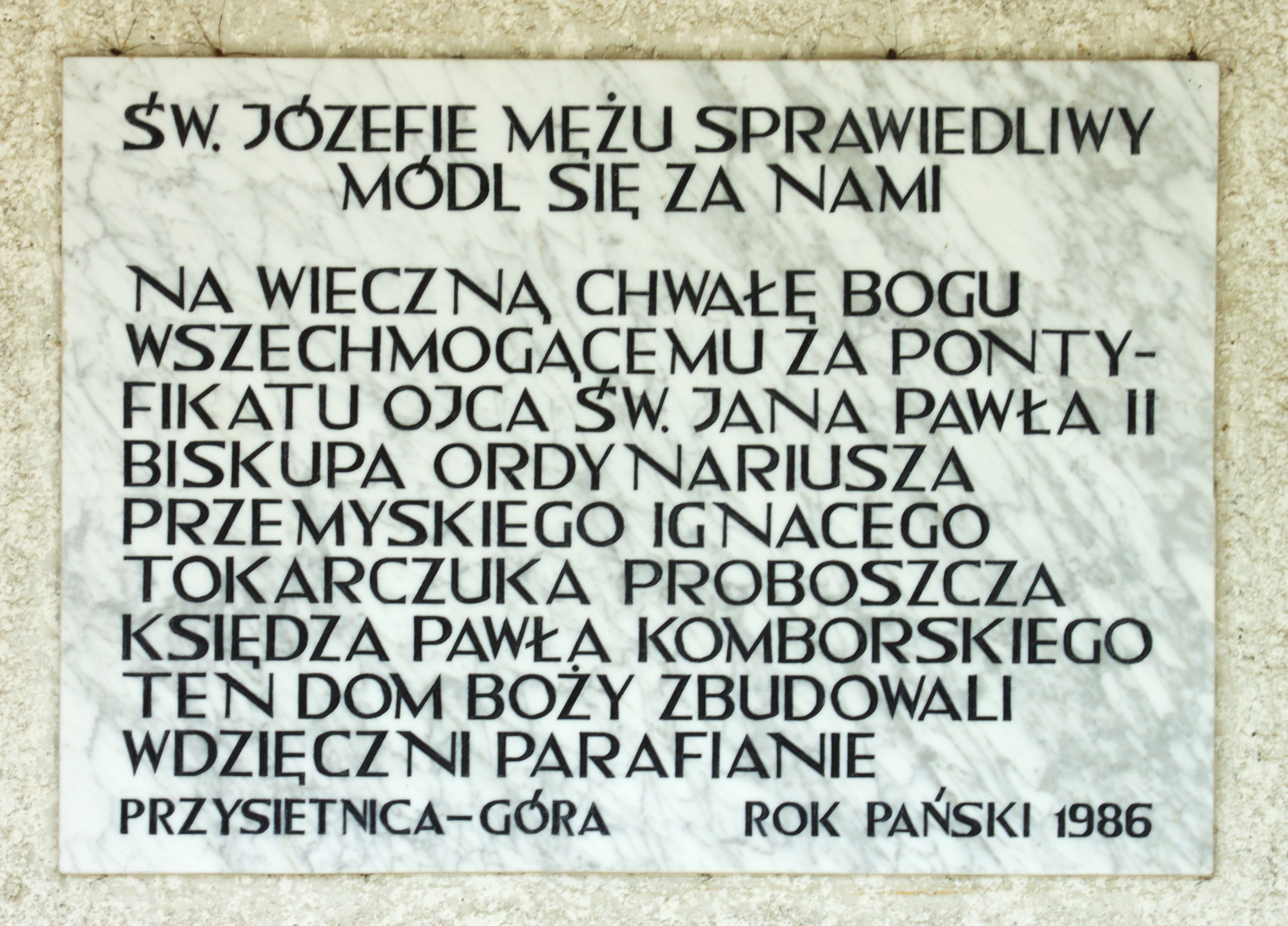
Tablica upamiętniająca budowę kościoła w Przysietnicy

## Życiorys
bUrodził się 11 stycznia 1913 Posadzie Górnej. Był synem rolnika Stanisława i Julii z domu Krukar. Ojciec zginął w 1915 podczas I wojny światowej służąc w szeregach Armii Austro-Węgier w Serbii. Następnie Paweł Komborski wraz z matką i siostrą przeniósł się do Rymanowa, gdzie uczęszczał do szkoły powszechnej. 27 lutego 1934 zdał egzamin dojrzałości w Państwowym Gimnazjum im. Królowej Zofii w Sanoku (w jego klasie byli m.in. Mieczysław Granatowski, Franciszek Malik i Zbigniew Wyskiel – wszyscy również późniejsi żołnierze Wojska Polskiego, w tym dwaj ostatni ofiary zbrodni katyńskiej). 
Od 1934 do 1936 odbył służbę wojskową w 19 pułku piechoty we Lwowie uzyskując stopień kaprala. Później powrócił do Rymanowa, gdzie wpierw pracował w rodzinnym gospodarstwie, a następnie został nauczycielem-guwernerem dzieci rodziny Potockich. W 1937 wstąpił do Seminarium Duchownego w Przemyślu. Po wybuchu II wojny światowej podczas okupacji niemieckiej 5 marca 1943 otrzymał święcenia kapłańskie w kościele Przemienienia Pańskiego w Brzozowie, po czym został wikarym w parafii św. Mikołaja w Dzikowcu. Proboszcz parafii Matki Bożej Nieustającej Pomocy w pobliskich Mazurach, ks. Stanisław Bąk, wprowadził go do działalności konspiracyjnej, a w sierpniu 1943 został zaprzysiężony do Armii Krajowej przyjmując pseudonim „Piotr”. Pełnił posługę jako kapelan oddziałów Armii Krajowej i Batalionów Chłopskich działających w rejonie Dzikowca. Był kapelanem Wydzielonej Placówki do Specjalnych Zadań w Kolbuszowej. zajmował się kolportażem prasy konspiracyjnej, udostępniał wikarówkę na punkt kontaktowy i zebrania, udzielał posługi duszpasterskiej członkom AK i BCh. W konspitacji służył do stycznia 1945. Brał udział w akcji „Burza”.
Po zakończeniu wojny, na wiosnę 1946 nawiązał współpracę ze Zrzeszeniem „Wolność i Niezawisłość” (umożliwił mu to ponownie ks. Bąk, członek Rady WiN w Kolbuszowej). Jego działalność polegała na odbieraniu meldunków sytuacyjnych od Franciszka Płazy, kolportażu prasy organizacyjnej (pism „Ku Wolności”, „Orzeł Biały”). Jednocześnie od sierpnia 1946 posługiwał w kościele Wniebowzięcia Najświętszej Maryi Panny parafii pod tym wezwaniem w Raniżowie. W obliczu zagrożenia zatrzymaniem, po aresztowaniu Płazy i ks. Bąka, w styczniu 1949 uciekł z Raniżowa do Wrocławia. Tam nawiązał kontakt z innymi księżmi z diecezji przemyskiej, ukrywającymi się przed prześladowaniami ze strony komunistów. Otrzymał zameldowanie, jednak 23 października 1950 został aresztowany przez funkcjonariuszy Sekcji V Wydziału V Wojewódzkiego Urzędu Bezpieczeństwa Publicznego (WUBP) we Wrocławiu. Wraz z innymi duchownymi aresztowanymi w sprawie pod numerem 17, był poddany brutalnym metodom w śledztwie opracowanym przez szefa WUBP Jana Zabawskiego. Po zamknięciu śledztwa trafił na sześć miesięcy do celi izolatki. W zbiorowym akcie oskarżenia z 7 czerwca 1951 Pawłowi Komborskiemu zarzucono przynależność do „WiN” od 1945 do stycznia 1949, gromadzenie w tym okresie informacji stanowiących tajemnicę państwową i wojskową i przekazywanie dalej, kolportaż ulotek i gazetek organizacji. 1 sierpnia 1951 przedłużono areszt tymczasowy. Od wiosny 1952 był przetrzymywany na zamku w Rzeszowie, gdzie od 27 maja 1952 rozpoczął się proces przed tamtejszym Wojskowym Sądem Rejonowym, który 27 czerwca 1952 za ww. zarzuty skazał ks. Komborskiego na karę 10 lat pozbawienia wolności, utratę praw publicznych i obywatelskich praw honorowych na 2 lata oraz przepadek całego mienia na rzecz Skarbu Państwa; na mocy ustawi o amnestii z 1947 kara została zmniejszona o połowę, tj. do 5 lat; dodatkowo został skazany na karę 5 lat pozbawienia wolności za przekazywanie informacji stanowiących tajemnicę państwową; ostatecznie wymiar wymierzonej kary wyniósł 8 lat pozbawienia wolności oraz ww. sankcje dodatkowe (utrata praw na 2 lata i przepadek mienia). Karę odbywał w zakładzie karnym w Koronowie. W więzieniu przesiedział ostatecznie 4 lata i 6 miesięcy. 23 maja 1955 został warunkowo zwolniony z odbywania kary.
W grudniu 1955 został wikariuszem w parafii Świętych Apostołów Piotra i Pawła Borku Starym. Przez rok, do grudnia 1956 był rozpracowywany przez służbę bezpieczeństwa. Na mocy ustawy o amnestii z 1956 jego kara została całkowicie darowana. Później pełnił posługę jako wikariusz ekspozyt w parafii Najświętszej Maryi Panny Królowej Polski w Siedliskach i w tym czasie od marca 1957 do grudnia 1962 był ponownie rozpracowywany. Od stycznia 1963 pełnił urząd proboszcza w parafii św. Marcina w Przysietnicy. W tym czasie przyczynił się do wyposażenia kościoła pod tym wezwaniem.
W sierpniu 1990 przeszedł na emeryturę i pozostał w tej wsi jako rezydent.
W 1992 Sąd Wojewódzki w Rzeszowie unieważnił wyrok wydany na niego przez władze komunistyczne, uznając, że jego powojenna działalność zmierzała do zapewnienia państwu polskiemu niepodległości i suwerennego bytu. Od 1984 należał do Oddziału Związku Bojowników o Wolność i Demokrację w Kolbuszowej, w 1992 otrzymał uprawnienia kombatanckie, a w 1994 wstąpił do Światowego Związku Żołnierzy Armii Krajowej i należał do Koła w Brzozowie.
Zmarł 6 stycznia 1998 w brzozowskim szpitalu. 8 stycznia 1998 został pochowany na cmentarzu parafialnym w Przysietnicy, a uroczystościom pogrzebowym przewodniczył bp Bolesław Taborski.
6 stycznia 2009 Zespołowi Szkół nr 2 w Przysietnicy nadano imię patrona księdza Pawła Komborskiego.

## Wyróżnienia
- E.C. (Expositorium Canonicale) (1967)
- R.M. (Rochettum et Mantolettum) (1977)

## Odznaczenie
- Odznaka pamiątkowa Akcji „Burza”[7]